# Судно-щеповоз
Щеповоз — разновидность грузовых судов, специально оснащённых для транспортировки технологической древесной щепы.
Древесная щепа является ценным сырьём для гидролизной и целлюлозно-бумажной промышленности, она широко используется для производства древесно-стружечных и древесно-волокнистых материалов. Первый специализированный щеповоз вступил в строй в 1964 году. В настоящее время крупнейшим флотом таких судов обладает Япония.

## Конструкция
Как правило, дедвейт типичного щеповоза варьируется от 10 до 60 тысяч тонн, скорость хода 17 узлов. Конструктивные особенности такого судна определяются большим удельным погрузочным объёмом щепы, что заставляет при проектировании закладывать максимально возможный объём грузовых помещений. Следствием такого конструктивного решения являются кормовое расположение машинного отделения, минимально допустимые высота двойного дна и протяжённость форпика, очень высокие борта с отношением их высоты к осадке на 30 — 70 % выше, чем у обычных сухогрузов, а также — отсутствие бортовых цистерн и промежуточных палуб. Погрузочно-разгрузочные люки на щеповозах имеют максимально возможные габариты, а крайний междудонный лист для ускорения грузовых работ размещается под уклоном в сторону диаметральной плоскости судна.
Основой грузового оборудования щеповозов являются передвижные или стационарные краны с многолепестковыми грейферами, производительность которых достигает 200—400 т/час. Кроме них также часто используются поперечные и продольные транспортёрные устройства, стационарные и передвижные бункера, воздушные штивочные механизмы.
В зависимости от своей оснащённости щеповозы разделяются на следующие виды: а) суда с грузовым оборудованием для погрузки и выгрузки, б) суда с грузовым оборудованием только для выгрузки, в) суда без грузового оборудования. Для перемещения щепы к створам погрузочного люка часто используются обычные бульдозеры.